# Ad astra. Dwugłos
Ad Astra. Dwugłos – powieść epistolarna Elizy Orzeszkowej i Tadeusza Garbowskiego, piszącego pod pseudonimem Juliusz Romski. Została wydana w Warszawie w 1904, w latach 1902-1903 miał miejsce prawydruk w "Bibliotece Warszawskiej". W warstwie treściowej powieść stanowi polemikę z tendencjami modernistycznymi opartą na założeniach pozytywizmu i religii. W warstwie formalnej zbliża się do poetyki modernizmu, obecne są w niej impresjonizm, nastrojowość i obszerne partie o charakterze prozy poetyckiej.
Powieść na tle wątku romansowego przedstawia dyskusje światopoglądowe głównych bohaterów. Są nimi Seweryna Zdrojowska, występująca także w powieści Dwa bieguny oraz jej kuzyn, Tomasz Rodowski, przyrodnik mieszkający w Wiedniu. Listy Seweryny pisała Orzeszkowa, listy Tomasza Garbowski, który jednak zniechęcił się do powieści w trakcie pisania, więc wykończyła ją Orzeszkowa.
Wątek romansowy to próby Seweryny nakłonienia za pomocą listów Tomasza do powrotu do zakochanej w nim jej przyjaciółki Henryki – poprzez korespondencję nawiązuje się jednak uczucie pomiędzy Tomaszem a Seweryną. W aspekcie światopoglądowym Seweryna prezentuje postawę teistyczną, pisze o Bogu jako podstawie moralności, Tomasz natomiast prezentuje sceptycyzm i pesymizm. Seweryna prezentuje postawę patriotyczną, Tomasz jest kosmopolitą.
Powieść została przetłumaczona na języki rosyjski, białoruski i czeski.

## Miejsca inspiracji powieści
- Zamczysko (Puszcza Białowieska)
- Leśna Prawa